# Il vecchio nell'angolo
Il vecchio nell'angolo (The old man in the corner) è una raccolta di racconti gialli pubblicata nel 1908 dalla baronessa Emma Orczy.  I racconti seguono tutti la stessa struttura: in un tranquillo bar londinese, un anziano e solitario gentiluomo (di cui non viene mai rivelato il nome) espone alla giovane giornalista Polly Burton alcuni casi di cronaca del tempo, spesso rimasti irrisolti, narrandone le vicende attraverso gli articoli di giornale e i processi giudiziari. Dopodiché procede a spiegare la sua personale soluzione. Una caratteristica inusuale per il genere consiste nel fatto che i responsabili dei vari delitti non vengono mai puniti, poiché la loro colpevolezza si basa solo sulle supposizioni del vecchio signore, il quale addirittura elogia i criminali per la loro astuzia.

## Storia editoriale
Il personaggio del vecchio nell'angolo è apparso per la prima volta su The Royal Magazine nel 1901 in una serie di sei storie ambientate a Londra. L'anno successivo ritornò in altri sette racconti ambientati in varie città britanniche. Il personaggio riapparirà in altre due raccolte di racconti: The Case of Miss Elliott (1905) e Unraveled Knots (1925).

## Racconti contenuti
- Il mistero di Fenchurch Street
- La rapina di Phillimore Terrace
- Il mistero di York
- Il misterioso decesso nella metropolitana[3]
- Il mistero di Liverpool
- Il mistero di Edimburgo
- Il furto alla English Provident Bank
- Il mistero di Dublino
- Il mistero di Brighton
- L'omicidio di Regent's Park
- Il mistero di  Birmingham
- Il misterioso decesso in Percy Street

## Edizioni italiane
- Il vecchio nell'angolo. Dodici racconti, traduzione di Giuliana Carraro, La memoria n. 362, edito da Sellerio, 1996[4]